# Porsche RS Spyder
Porsche RS Spyder är en sportvagnsprototyp, tillverkad av den tyska biltillverkaren Porsche mellan 2005 och 2008.

## Porsche RS Spyder
Porsche RS Spyder är företagets senaste sportvagnsprototyp, anpassad för ACO:s LMP2-klass. LMP2 är sportvagnsracingens ”ekonomiklass”, avsedd för privatteam utan fabriksstöd. Detta passar Porsche som har en lång tradition av att sälja tävlingsbilar till privatkunder. Bilens V8-motor är utvecklad speciellt för ändamålet. Som alla motorer i LMP2-klassen går den på bensin, till skillnad från den större LMP1-klassen som domineras av de dieseldrivna Audi R10 och Peugeot 908 HDi FAP.
Porsches första kund var Penske, som tävlar med bilen i American Le Mans Series sedan 2006. Penske och Porsche har samarbetat länge och teamet drev Porsches CanAm-satsning med 917-modellen i början av 1970-talet.
Sedan säsongen 2008 finns Porsche med även i den europeiska Le Mans Series genom bland annat danska Team Essex.

## Tekniska data
| Tekniska data               | RS Spyder                                                             |
| --------------------------- | --------------------------------------------------------------------- |
| Motor:                      | 8-cylindrig V-motor                                                   |
| Cylindervolym:              | 3397 cm³                                                              |
| Max effekt vid varvtal:     | 480 hk vid 10 300 v/min                                               |
| Max vridmoment vid varvtal: | 370 Nm vid 7 500 v/min                                                |
| Ventilstyrning:             | Dubbla överliggande kamaxlar per cylinderrad, 4 ventiler per cylinder |
| Bränslesystem:              | Bränsleinsprutning                                                    |
| Växellåda:                  | 6-växlad manuell                                                      |
| Hjulupphängning fram & bak: | Dubbla tvärlänkar, torsionsfjädrar                                    |
| Bromsar:                    | Keramiska skivbromsar                                                 |
| Chassi & kaross:            | Monocoque av kolfiber                                                 |
| Torrvikt:                   | 775 kg                                                                |
| Toppfart:                   | 290 km/h                                                              |

## Tävlingsresultat

### American Le Mans Series
Porsche RS Spyder var framgångsrik redan från start och har dominerat LMP2-klassen i ALMS. Bilen har även lyckats slå de större LMP1-vagnarna i flera lopp och tagit hem totalsegern, bland annat vid Sebring 12-timmars 2008.
Penske Racing hade exklusiv tillgång till RS Spydern första säsongen 2006. Detta ledde till en vinst i LMP2-klassen och teamets förare Sascha Maassen och Lucas Luhr delade på förartiteln.
Säsongen 2007 upprepade Penske succén och teamets förare lade beslag på de fyra första platserna i det individuella mästerskapet.
Säsongen 2008 tog Penske-stallet hem sin tredje raka mästerskapstitel och förarna Timo Bernhard och Romain Dumas delade på förartiteln.

### Le Mans Series
Till säsongen 2008 sålde Porsche bilar till tre team i den europeiska Le Mans Series. Även här har bilen dominerat LMP2-klassen och tog hem de tre första platserna i mästerskapet, med holländska Van Merksteijn Motorsport på första plats. Teamets förare Jos Verstappen och Peter Van Merksteijn tog hem första och andra plats i det individuella mästerskapet, före ytterligare fem Porsche-förare.
Le Mans 24-timmars ingår ironiskt nog inte i Le Mans Series. 2008 tog Van Merksteijn Motorsport hem segern i LMP2-klassen, före Team Essex i ännu en Porsche. Totalt räckte det till en tionde respektive tolfte plats.